# Autoroute D3 (Slovaquie)
L'autoroute slovaque D3 (en slovaque : Diaľnica D3) relie l'autoroute slovaque D1 près de Žilina à la Pologne.
Elle forme une partie des routes européennes E50, E75 et E442.
Du côté polonais, elle se poursuit par la voie rapide S1.

## Tronçons
| Tronçons                                             | Longueur           | Date d'ouverture |
| ---------------------------------------------------- | ------------------ | ---------------- |
| Dolný Hričov - Žilina-Strážov                        | 6,85 km (4 voies)  | Déc 2007         |
| Žilina-Strážov - Brodno                              | 4,25 km (4 voies)  | Déc 2017         |
| Oščadnica - Čadca                                    | 5,00 km (2 voies)  | Oct 2004         |
| Svrčinovec - Skalité                                 | 15,44 km (2 voies) | Juin 2017        |
| Skalité - Frontière entre la Pologne et la Slovaquie | 0,15 km (2 voies)  | Jan 2006         |